# 雨林裸背電鰻
雨林裸背電鰻，為輻鰭魚綱電鰻目裸背電鰻科的其中一種，為熱帶淡水魚，分布於南美洲巴西Paraiba do Sul及Ribeira de Iguape河流域，體長可達8.4公分，棲息在底中層水域，生活習性不明。

## 扩展阅读
維基物種上的相關：雨林裸背電鰻